# Sébastien Delfosse
Sébastien Delfosse (Oupeye, 29 novembre 1982) è un ex ciclista su strada belga.

## Palmarès

### Strada
- 2007 (Pôle Continental Wallon-Bergasol-Euro Millions, due vittorie)

Kattekoers
Flèche Ardennaise
- 2013 (Crelan-Euphony, due vittorie)

Circuit de Wallonie
Rund um Köln
- 2015 (Wallonie-Bruxelles, una vittoria)

Classifica generale Tour de Bretagne
- 2017 (WB Veranclassic Aqua Protect, una vittoria)

Drôme Classic

#### Altri successi
- 2014 (Wallonie-Bruxelles)

Classifica combinata Tour de Bretagne
- 2015 (Wallonie-Bruxelles)

Classifica traguardi volanti Tour de Wallonie

## Piazzamenti

### Classiche monumento
- Liegi-Bastogne-Liegi

2008: ritirato
2009: ritirato
2010: ritirato
2011: ritirato
2013: 93º
2017: 96º